# 万家麗広場駅
万家麗広場駅（ばんかれいひろばえき）は、中華人民共和国湖南省長沙市芙蓉区にある長沙地下鉄2号線と長沙地下鉄2号線の駅である。

## 駅構造
- 島式ホーム1面

## 駅周辺
- 万家麗広場[2]
- 東方新城小区
- 大潤發